# À l'ouest du Pecos
Pour plus de détails, voir Fiche technique et Distribution.
À l'ouest du Pecos (West of the pecos) est un film américain réalisé par  Edward Killy et sorti en 1945

## Synopsis
En route vers l'Ouest pour sa santé le colonel Lambeth et sa fille Rill se perdent dans le désert, ils sont sauvés par Pécos et Chito qui sont poursuivis par Sawtell dont le frere a été tué par Rico

## Fiche technique
- Titre original : West of the pecos
- Titre français : À l'ouest du pecos
- Réalisation : Edward Killy
- Scénario : Norman Houston d'après  Zane Grey
- Musique : Paul Sawtell
- Direction artistique : Lucius Croxton
- Décors : Darrell Silvera William Stevens
- Costumes : Renié
- Photographie : Harry J. Wild
- Montage : Roland Gross
- Production : Herman Schlom
- Société(s) de production : RKO
- Pays de production :  États-Unis
- Langue originale : [anglais]
- Format :  noir et blanc
- Genre : [western]
- Durée : 66 minutes
- Dates de sortie :
  - États-Unis : 10 aout 1945
  - Royaume-Uni : 20 septembre 1948
- Classification (facult.)

## Distribution
- Robert Mitchum : Pecos Smith
- Barbara Hale : Rill Lambeth
- Richard Martin : Chito Rafferty
- Thurston Hall : Col lambeth
- Russell Hopton : Jeff Slinger